# Hydroptila sengavi
Hydroptila sengavi är en nattsländeart som beskrevs av Schmid 1960. Hydroptila sengavi ingår i släktet Hydroptila och familjen smånattsländor. Inga underarter finns listade i Catalogue of Life.